# Фернандес ди Соза, Бруно
Бру́но Ферна́ндес ди Со́за (полностью Бруно Фернандес дас Дорес ди Соза), либо просто Бруно (порт. Bruno Fernandes das Dores de Souza; 23 декабря 1984, Белу-Оризонти) — бразильский футболист, вратарь, до июня 2010 года — капитан клуба «Фламенго». До февраля 2017 года отбывал наказание в тюрьме за убийство любовницы. Был выпущен по амнистии.

## Биография
Воспитанник клуба «Атлетико Минейро» из родного города и штата. Начал профессиональную карьеру за «Атлетико» в 2002 году на уровне чемпионата штата. В чемпионате Бразилии дебютировал в 2005 году и за полтора года провёл 38 матчей в Серии A и семь — в Кубке Бразилии. В 2006 году был приобретён «Коринтиансом», однако не сыграл за эту команду ни одного матча, после чего был отдан в аренду во «Фламенго».
Бруно довольно быстро закрепился в основе «рубро-негрос» и в 2008 году «Фла» выкупил права на игрока у «Коринтианса». Вратарь продолжал уверенно действовать в играх за свою команду. По окончании чемпионата штата 2009 о завершении карьеры объявил Фабио Лусиано и капитанская повязка во «Фла» отошла как раз к Бруно. В этом статусе вратарь помог своей команде выиграть титул чемпионов Бразилии 2009 года.
Хотя конкурировать с Рожерио Сени в плане забитых голов вратарь «Фламенго» не мог, у Бруно в карьере есть по одному забитому мячу в Лиге Кариоке, чемпионате Бразилии и Кубке Либертадорес в 2008 и 2009 годах.

### Убийство любовницы

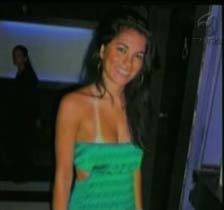
Элиза Самудио, 2010

В июне 2010 года Бруно были предъявлены обвинения в убийстве Элизы Самудио, которая за четыре месяца до этого родила ему сына. 8 июля 2010 года «Фламенго» приостановил действие контракта с Бруно на время следствия.
7 декабря 2010 года Марко Жозе Маттос Коуто, судья 1-го уголовного суда Жакарепагуа, пригорода Рио-де-Жанейро, признал футболиста виновным в похищении Элизы и приговорил к четырём с половиной годам тюрьмы.
8 марта 2013 года суд приговорил Бруно Фернандеса к 22 годам тюремного заключения за организацию убийства Элизы Самудио. Как установило следствие, непосредственными исполнителями убийства были друг футболиста Луис Энрике Феррейра Румао и бывший полицейский Маркос Апаресидо. Причиной убийства стало требование Самудио алиментов, а также её угрозы в случае отказа рассказать об их связи жене футболиста. Исполнители заманили Самудио в гостиничный номер, убили её, расчленили тело и скормили его собакам.
Луис Энрике Феррейра Румао приговорён к 15 годам тюрьмы. Приговор Маркосу Апаресидо пока не вынесен.
В феврале 2017 года Бруно Фернандес был выпущен по амнистии.
Бруно планировал завершить спортивную карьеру в 32 года и в дальнейшем заняться авиационной техникой. Однако после амнистии в 2017 году решил продолжить карьеру и заявил о девяти предложениях из разных клубов. В марте подписал контракт с клубом «Боа» из Варжиньи. Это вызвало протесты в среде болельщиков клуба. Несмотря на это, Бруно всё же сыграл в пяти неофициальных матчах за эту команду, пока в апреле того же года суд не отменил решение об освобождении, и вратарю пришлось вернуться в тюрьму.
В 2019 году подписал соглашение с клубом «Посус-ди-Калдас», но из-за конфликта с руководством не сыграл за эту команду ни одного матча. В 2020 году стал игроком «Риу-Бранку». Сыграл 13 матчей в Серии D и отметился одним забитым голом с пенальти. В первой половине 2021 года выступал на любительском уровне (Серия C чемпионата штата Рио-де-Жанейро) за команду «Атлетико Кариока». В июне объявил о завершении карьеры.

## Достижения
- Чемпион штата Рио-де-Жанейро (3): 2007, 2008, 2009
- Чемпион Бразилии (1): 2009